# Pachylus vachoni
Pachylus vachoni is een hooiwagen uit de familie Gonyleptidae.